# Бодрум
Бо́друм или Подру̀м (на турски: Bodrum, стари имена – Будрум, Петрониум, Халикарнас) е курортен град в Югозападна Турция, вилает Мугла. Градът е важно пристанище и една от най-известните туристически дестинации в Беломорския регион. Населението му е 35 401 души (2011). Градът е разположен на едноименния Бодрумски полуостров, на северозападния бряг на залива Гьокова, срещу гръцкия остров Кос. Административно попада на територията на вилает Мугла. Курортният град с характерна архитектура е разположен на около 180 км на юг от Кушадасъ и на около 270 км от Измир. Бодрум днес е модерен туристически център, като повечето хотели са разположени в съседния залив Гюмбет.

## История
Бодрум е основан от дорийски преселници хиляда години преди Христа като Халикарнас. Градът е известен с това, че там е роден бащата на историята Херодот, а също така и с гробницата мавзолей, построена от цар Мавзол – Мавзолеят в Халикарнас, едно от Седемте чудеса на древния свят.
Известно време градът е част от Персийската империя като столица на сатрапия Кария. През IV в. пр. Хр. по време на управлението на цар Мавзол ІІ градските стени, дворците, театрите, храмовете и амфитеатъра на Халикарнас са изцяло възстановени. След смъртта на владетеля градът е подчинен от армиите на гръцкия завоевател Александър Велики, чиито армии го разграбван и унищожават.
Когато през 1402 г. Османската империя е разклатена от нападенията на Тамерлан и понася тежко поражение в битката при Анкара, рицарите хоспиталиери от Ордена Св. Йоан от Йерусалим се възползват от случая и построяват здрава крепост на един от носовете в залива, на която дават името „Св. Петър“. За материал за крепостта рицарите използват каменни блокове от развалините на Мавзолея, разрушен от силно земетресение през ХІІІ век. Крепостта става един от основните военни центрове на рицарите, заедно с остров Родос и остров Кос.
През 1522 г. султан Сюлейман Великолепни завладява Родос и след преговори рицарите хоспиталиери му отстъпват всички свои владения, включително и крепостта „Св. Петър“ в Халикарнас. Името на крепостта, Petreum на латински, е трансформирано от турците в Бодрум и става официалното название на града.
През периода 1895 – 1915 г. крепостта служи като затвор, но през Първата световна война е частично разрушена и впоследствие изоставена. Реставрирана е в началото на 60-те години на ХХ век и днес привлича множество туристи с високите си крепостни кули, всяка една от които носи името на една от народностите на рицарите хоспиталиери (англичани, французи, германци и т.н.), както и с богатия си музей на подводната археология. Близо до нея е разположен древен амфитеатър, който има капацитет от 13 000 души
В българската история крепостта придобива популярност в края на 19 и началото на 20 век, защото там са заточвани множество българи – църковни и революционни дейци.

## Население
До 60-те години на XX век Бодрум е малко рибарско селище, а днес е модерен туристически център, който привлича множество туристи с кристално чисти води и прекрасни условия за почивка. Постоянното население на Бодрум е около 30 000 души, но през летния сезон достига по-големи стойности. Основният поминък тук са туризъм, риболов, яхтостроене, земеделие, тъкачество. Старата част на града представлява съвкупност от ниски къщи в синьо и бяло, тесни улички и безброй магазинчета за антики и сувенири. Центърът на град Бодрум се намира близо до пристанището, където магазинчета, барове и ресторанти са се сгушили в каменни улички, под сянката на замъка Св. Петър. Главната улица се казва Джумхуриет, и е по-известна, като улицата с баровете.

## Климатични особености

### Климат
Климатът в Бодрум е средиземноморски Средната темпрература през зимата е около 15 °C, а лятото е около 34 °C. Летата са топли и слънчеви, а зимите са меки и по-краткотрайни.
| Bodrum                                              | Bodrum | Bodrum | Bodrum | Bodrum | Bodrum | Bodrum | Bodrum | Bodrum | Bodrum | Bodrum | Bodrum | Bodrum | Bodrum  |
| Месеци                                              | яну.   | фев.   | март   | апр.   | май    | юни    | юли    | авг.   | сеп.   | окт.   | ное.   | дек.   | Годишно |
| Абсолютни максимални температури (°C)               | 25,3   | 27,2   | 30,1   | 36,2   | 40,0   | 46,6   | 50,8   | 48,6   | 45,1   | 34,9   | 30,6   | 28,4   |         |
| Средни максимални температури (°C)                  | 15,1   | 15,2   | 17,6   | 21,1   | 26,0   | 31,2   | 34,2   | 34,0   | 30,3   | 25,6   | 20,3   | 16,5   |         |
| Средни минимални температури (°C)                   | 8,3    | 8,0    | 9,7    | 12,7   | 16,5   | 20,8   | 23,3   | 23,3   | 20,3   | 16,8   | 12,8   | 9,8    |         |
| Средни месечни валежи (mm)                          | 134,1  | 107,9  | 74,0   | 39,1   | 18,4   | 7,5    | 1,3    | 8,5    | 20,8   | 40,5   | 97,7   | 156,2  |         |
| --------------------------------------------------- | ------ | ------ | ------ | ------ | ------ | ------ | ------ | ------ | ------ | ------ | ------ | ------ | ------- |
| Източник: Devlet Meteoroloji İşleri Genel Müdürlüğü |        |        |        |        |        |        |        |        |        |        |        |        |         |

### Температура на водата
През летните месеци температурата на водата е в границите 22 – 27°, а през зимата пада до 11°. Морето започва да се затопля през април, като през май ранните отпускари вече могат да се къпят в него. Своята максимална температура водата достига в средата на лятото, като постепенно започва да изстива през септември.
Сезонът за къпане в Бодрум продължава от месеците май до октомври, като най-подходящо време за почивка в курорта е краят на август и първите седмици на септември. Тогава летните ваканции вече са поотминали, напливът от туристи от цял свят вече е поспаднал, на плажовете е спокойно и свободно, а водата е все още топла.

## Подводен свят
Бяло море предлага невероятно богат и разнообразен подводен свят. Недалеч от бреговете на курорта Бодрум са намерили място разноцветни коралови рифове, а само на 20 – 30 метра под водната повърхност се крият атрактивни подводни пещери. Всички тези локации са интересни за изследване и са подходящи за гмуркачи с различно ниво на подготовка.
Морето се обитава от различни морски животински видове – тук могат да се срещнат костенурки, мекотели, раци отшелници, риби клоуни, морски таралежи и анемони. Тук обитават екзотичните каменни костури и риби папагали, както и делфини и дори китове. Интересни са рибите дракони, октоподите и морските змиорки.
Най-добри места за гмуркане в Бодрум са рифовете Фенер, Курт Бурун и Бюйюк.

## Туристически услуги

### Водни спортове
Морето по крайбрежието на Бодрум предлага равномерна дълбочина и липса на течение, което го превръща в прекрасен избор за семеен отдих с деца. Това обаче в никакъв случай не означава, че любителите на активния начин на живот и водните спортове ще останат разочаровани. Напротив, за тях има, меко казано, главозамайващи предложения. Сърфинг и уиндсърфинг, кайтсърфинг, подводно гмуркане с шнорхел, парасейлинг, каране на водни ски, плаване с ветроходни лодки или хидроцикли – можете да изпробвате всичко това около бреговете на Бодрум. Голяма атракция на курорта представляват разходките с яхти и пиратски шхуни в открито море. На фона на проникновените гледки и чувствените залези вечерно време тези плавателни съдове се превръщат в щури дискотеки, в които танците и купонът продължават до зори

### Пазар
Курортното градче е домакин на много световни вериги за облекла, които имат свои магазини в него. Можете да намерите изключително качествени стоки на изгодни цени, особено ако се пазарите – в Бодрум, както в цяла Турция, пазаренето се счита за неделима част от успешно извършената сделка.
Традиционно всеки вторник в Бодрум се организира голям пазар за дрехи и обувки, където със сигурност ще откриете нещо, което да допадне на вкуса ви. Освен облекла можете да разгледате и чудесно изработени килими, сребърни и златни бижута, кожени изделия и др.
Петъчният ден в Бодрум е запазен за голям пазар за пресни плодове и зеленчуци.

## Плажове
Много плажове предлагат на туристите възможност да водят активен плажен отдих, като се занимават с различни видове водни спортове. Въпреки че някои от плажовете са по-отдалечени от Бодрум, това не повлияе на удобството на туристите, тъй като могат да наемат велосипед, за да достигнат желаната от тях дестинация, както и да използват местния транспорт – таксита, автобуси и маршрутки. Има пясъчни и каменни плажове, които имат идеална чистота и са добре поддържани. Има общински плажни участъци и плажове към хотелите, като входът на всички е безплатен. На плажовете работят барове и увеселителни заведения, има изградени игрални площадки. Най-добрите плажове на Бодрум са Гюмбет, Битез, Ортакент и Бардакчи. Гюмбет е за феновете на уиднсърфинга и водните ски. Битез има портокалови и мандаринови градини, а в Ортакент гмуркачите могат да открият интересни подводни пещери. От своя страна, Бардакчи събира някои от най-луксозните яхти в цял Бодрум.
Някои от най-посещаваните плажове са:
- Плаж Тургутрейс
- Плаж Битез
- Плаж Торба
- Плаж Яхшъ
- Камилският плаж
- Плаж Акярлар
- Плаж Гюмбет
- Плаж Ортакент
- Плаж Бардакчи

## Галерия
- Подрумската крепост
- Църква от византийския период
- Амфитеатър в Бодрум
- Мелница в Бодрум
- Една от централните улици
- Портата на Миндос
- Бодрумчани продават местни десерти
- Баклава в Бодрум

## Побратимени градове
- Плевен, България
- Хасково, България
- Олбор, Дания
- Призрен, Косово
- Гуидан Роумджи, Нигерия
- Триндаде, Сао Томе и Принсипи
- Ескишехир, Турция